# 云南龙船花
云南龙船花（学名：Ixora yunnanensis）为茜草科龙船花属下的一个种。种加词 yunnanensis 意为“云南的”。